# Snello
Snello ist ein deutscher männlicher Vorname.

## Herkunft und Bedeutung
Der Vorname Snello stammt aus dem Altdeutschen und bedeutet „behende“ und „gewandt im Kampfe“.

## Varianten
- Snel, Snelhart, Snelman, Snelpero, Snelpercht, Snelger, Starcho, Staracho, Staracholf, Starachheri[1]

## Ortsnamen
Snello war Namensgeber für die Orte:
- Schnelldorf, Bayern
- Schnellroda, Sachsen-Anhalt